# François Lassere
 (octobre 2019).
Ne doit pas être confondu avec François Lasserre (entomologiste).
François Lassere né à Chamalières en 1960 est un peintre français.
Autodidacte et pratiquant différentes techniques artistiques, il crée un concept pictural qu'il nomme « oppositionisme ».

## Biographie

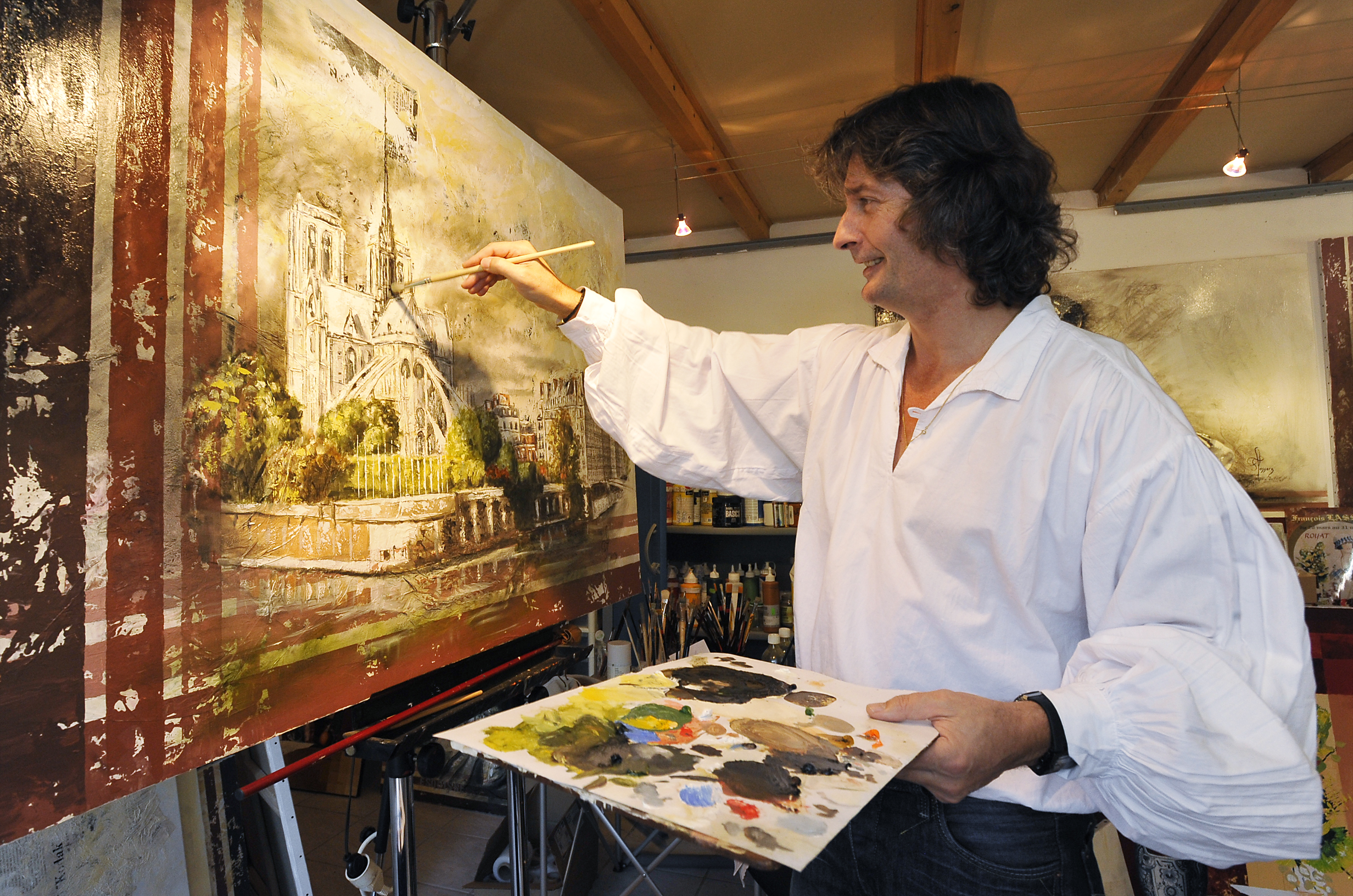
François Lassere en 2011.

François Lassere est né en 1960 à Chamalières (Puy de Dôme). Il est le créateur du concept artistique de l'« oppositionisme », dont il est l'unique pratiquant. Dès lors, son travail réside essentiellement dans l’étude de mise en valeur de ces styles hétérogènes[Lesquels ?] pour en soustraire la plus belle harmonie.

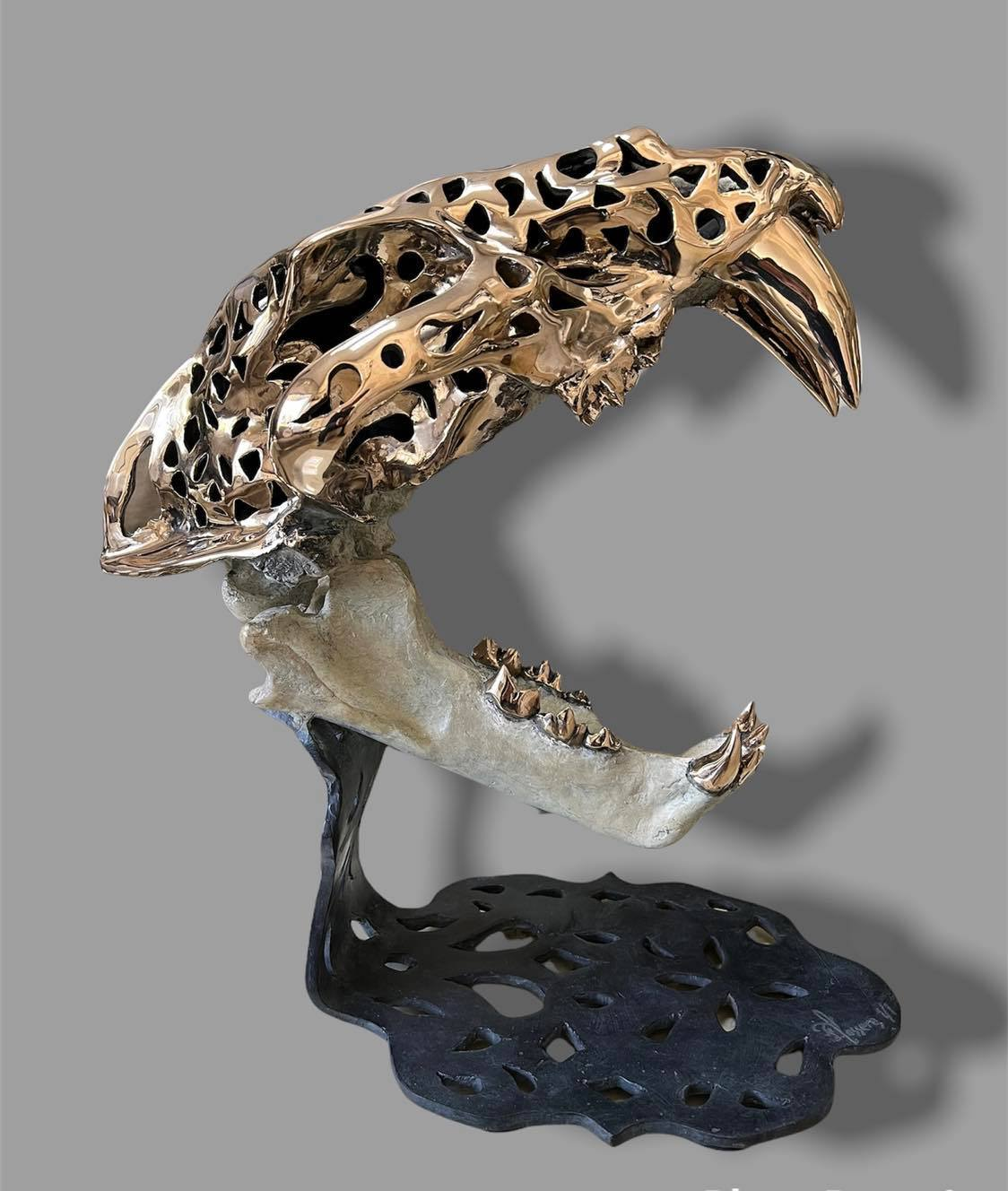
Crane paléontologique en bronze

Médaille d’or de l’académie de Rome en 1998, son travail a été exposé dans des galeries en France à Toulouse, Agen, Roussillon, Moissac, Clermont-Ferrand, Versailles, Brive-la-Gaillarde, Arcachon, Étoile[Laquelle ?], Honfleur, Paris, Saint-Paul-de-Vence, Vallauris, Lyon, Saint-Rémy-de-Provence, Lille, au Luxembourg ainsi qu’en Floride et au Japon.
La presse écrite et télévisuelle réalise plusieurs reportages sur ses recherches. TF1 le suit sur un projet de réalisation de sarcophage personnalisé lors du Salon mondial d’art funéraire du Bourget.
Univers des arts mentionne en 2015 « une innovation mondiale, la mise en place de vitraux intégrés dans la toile ». François Lassere a mis des années pour mettre au point cette technique complexe.
Le 1er décembre 2019, il devient l'un des membres sociétaire de la Fondation Taylor à Paris.

## Quand la Paléontologie côtoie l’Art
« La paléontologie est une discipline scientifique qui étudie les restes fossiles des êtres vivants disparus ; située au croisement de la géologie et de la biologie, elle décrit l’évolution du monde vivant, l'extinction et l'apparition de certaines espèces, ainsi que les écosystèmes dans lesquels les organismes anciens ont vécu.
Cette émotion du passé m’a permis de rencontrer François Escuillié, un des plus grands paléontologues de notre époque. Après de longues années de réflexion sur une possible collaboration afin d’immortaliser sous une forme différente la vision de notre passé, l’heure est venu d’interpréter sous forme artistique l’ADN de nos vies antérieures.
Les recherches dans ce monde artistico paléontologique laissent apparaitre une carence au niveau  d’un visuel contemporain en bronze de nos fossiles. Il était donc important selon moi d’interpréter ce témoignage d’antan en œuvre d’art. 
Le choix des fossiles, la métamorphose, la justesse, les matières, l’évolution, les améliorations, la différenciation, la transition et le choix des patines sont alors un challenge pour immortaliser avec virtuosité ces vestiges dans cette matière noble qu’est le Bronze. 
Il faut savoir que chaque cire tiré d’un original a nécessité tout un travail de restructuration et sculpture sur la cire en direct. Un fossile n’est jamais complet ni jamais forcement beau car il manque souvent des parties. Il faut alors imaginer la suite en effectuant non une restauration scientifique mais bel et bien une sculpture artistique de ces pièces tout en essayant d’en conserver l’âme. 
Je n’ai pour l’instant présenté à personne ce travail. Cela fait deux ans que les premières pièces sont sorties. Il s’agit de pièces uniques dans leur représentation. »

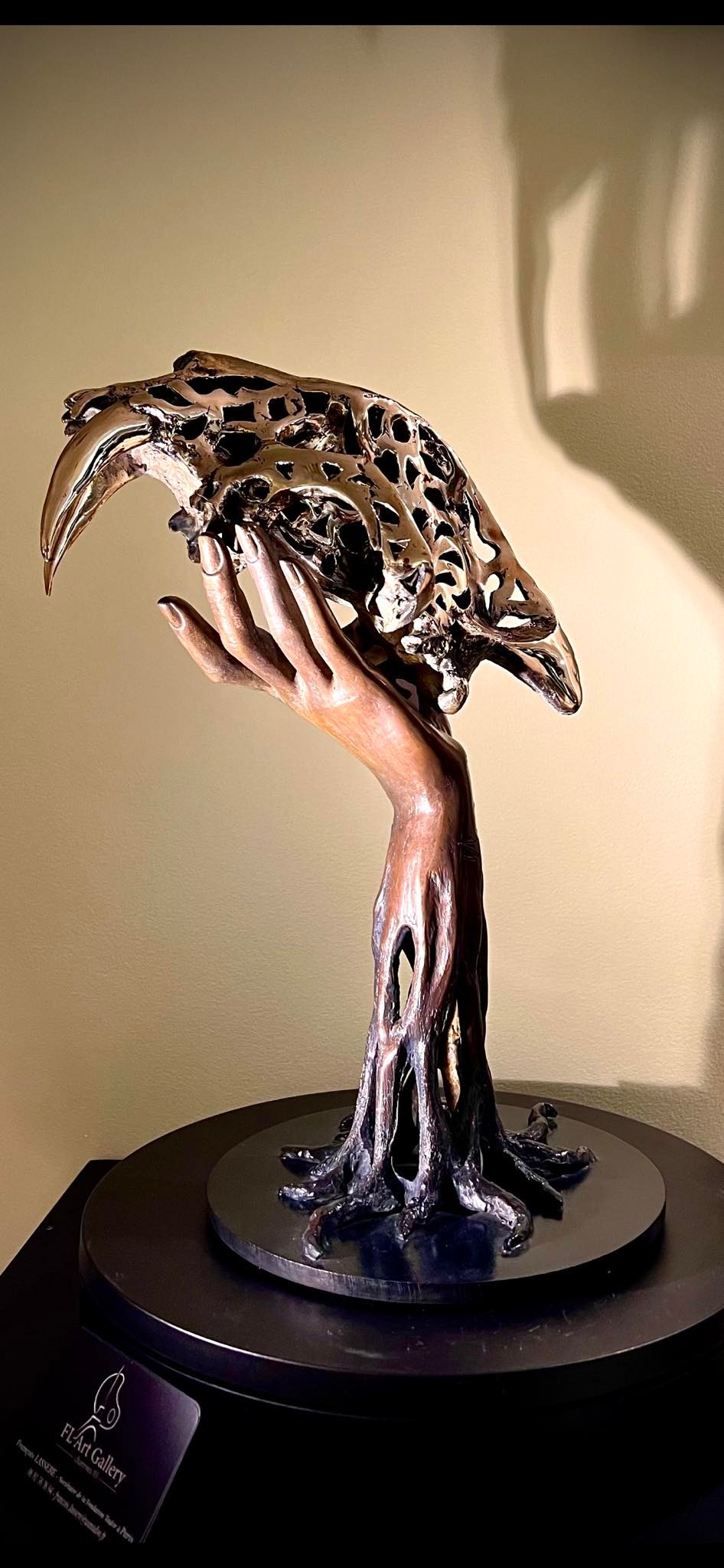
Crane paléontologique en bronze

François Lassere présentera ses bronzes paléontologiques contemporain à la biennale "révélation 2023"  au grand palais à Paris du 7 au 11 Juin 2023.

## NFT
François Lassere intègre la plateforme en ligne AWA le 10 JANVIER 2023, une collection inédite de l'artiste sera mise en ligne, sur la plateforme d’œuvre NFT. 

## L'oppositionisme
François Lassere a créé un concept pictural qu'il a intitulé oppositionisme. Passionné par les effets de matière, cette nouvelle orientation lui permet de mêler des styles hétérogènes dans des mariages de motifs géométriques et de sujets figuratifs d'où naissent une harmonie qui, selon Patrice de la Perrière, lui permet de dépasser l’approche d'une peinture figurative simplement classique.

## Publications
- L'oppositionnisme, t. 1, préface de Patrice de la Perrière.
- L'oppositionnisme, t. 2, Éditions Drouin, préface de Laurent Bignolas[2].
- L'oppositionisme,   t. 3, 40 ans de peinture édition Revoir - Preface de Jacques Mailhot .

## Œuvre dans les collections publiques
- Verdun, Centre mondial de la paix : une huile sur toile, don de l'artiste.

## Expositions
- Exposition permanente au Japon : Osaka, Kyoto et Hiroshima.
- Art Absolut gallery, Saint Augustine, Floride.
- Galerie François Audras, Étoile-sur-Rhône.
- Galerie Saint-Martin, Arcachon.
- Galerie Saint-Martin, Saint-Jean-de-Luz.
- La Galerie, Luxembourg.
- Galerie Saint-Martin, Brive-la-Gaillarde.
- Galerie Hoche, Versailles.
- Galerie Atelier 35, Saint-Rémy-de-Provence.
- Galerie Ces Arts, Paris.
- Galerie Marciano, Paris.
- Galerie de la porte heureuse, Roussillon.
- Galerie B and B, Saint-Paul-de-Vence.
- Galerie B and, Vallauris .
- Galerie de Cannes, Cannes.
- Galerie Carpe Diem, Montpeyroux.
- Galerie Graal, Agen.
- Galerie Graal, Moissac.
- Galerie L’œil Fauve Pau.
- Galerie PrestaArt Gallery, Uzès.
- Galerie Bleu Réglisse Auvillar.
- Galerie  L'orategi, Hendaye.
- Galerie Obenich, Honfleur.
- Galerie Bartoux, Honfleur.
- Galerie l'art et matière, Honfleur.
- Galerie Joël Dupuis, Hardelot.

## Récompenses
- Crayon de porcelaine au 17e Salon international de Saint-Just-le-Martel, pour le Livre Mondial Tronches 1998-1998[6].
- Médaille d'or de l'Académie de Rome en 1998 au Salon international de Messine de 1998.

### Audio-visuel
- Reportage sur François Lassere, France 3, par Philippe Marm, mai 2010 ([vidéo] en ligne).
- Reportage Exposition François Lassere. Parc Thermale de Chatel-Guyon, 14 au 25 Juin 2012 ([vidéo] en ligne).
- « François Lassere. Artiste peintre d'Aigueperse. Office de Tourisme Riom-Limagne », janvier 2013 ([vidéo] en ligne sur youtube.com).
- L'oppositionisme par François Lassere, reportage sur TF1, 2013 ([vidéo] en ligne).
- Galerie D'art et de Peinture Charroux (Allier-Auvergne) ([vidéo] en ligne).
- Le permis de conduire, sktetch présenté par Jacques Mailhot, avec François Lassere, Elsa McCallister et Olivier Merle ([vidéo] en ligne).